# Бела де Сент-Омер
Бела де Сент-Омер (фр. Bela de Saint-Omer; не ранее 1208 — после 1240) — сеньор ½ Фив.

## Биография
Представитель рода Фокамберг (Сент-Омер). Старший сын Николя де Сент-Омера, сеньора Беотии, и его жены Маргит Венгерской, вдовы императора Византии Исаака II и Фессалоникского короля Бонифация Монферратского.
Получил имя в честь дела — венгерского короля Белы III.
После смерти отца (1212/14) унаследовал его земли в Беотии.

## Семья
В 1220 году женился на Бонне де ла Рош, дочери афинского герцога Оттона де ла Роша. В 1240 году по правам жены стал сеньором ½ части Фив (другая половина осталась у герцога).
Сыновья:
- Николя II де Сент-Омер (ум. 1294), сеньор Фив, в 1287—1289 бальи Ахейского княжества;
- Оттон де Сент-Омер (ум. до 1299), сеньор Фив в 1294—1296;
- Жан де Сент-Омер, с 1276 г. барон Пассавы по правам жены.